# Зебрене
Зе́брене (латыш. Zebrene) — населённый пункт в южной части Латвии, расположенный в Зебренской волости Добельского края. До 1 июля 2009 года входил в состав Добельского района.
Является центром Зебренской волости. Старое название — Реньге. Расстояние до Добеле — 34 км. По данным на 2015 год, в населённом пункте проживал 271 человек.

## История
Современное поселение находится на территории, некогда принадлежавшей Реньгскому поместью (Rengenhof).
В советское время населённый пункт был центром Бикстского сельсовета Добельского района. В селе располагался совхоз «Зебрене».
В Зебрене имеются: 2 магазина, Зебренская основная школа, библиотека, фельдшерский пункт, почтовое отделение.

## Известные уроженцы
- Корф, Иоганн Альбрехт (1697—1766) — директор Академии наук, российский дипломат.
- Шмидт, Александр Александрович (1885—1948) — советский химик,  член-корреспондент Академии артиллерийских наук, доктор технических наук.